# Bitwa pod Inverurie
Bitwa pod Inverurie – starcie zbrojne, które miało miejsce w trakcie Drugiej Wielkiej Rebelii i zostało stoczone 23 grudnia 1745 roku pomiędzy szkockimi jakobitami a siłami wiernymi królowi Jerzemu.

## Przed bitwą
Wycofujący się na zimę na północ lord Lewis Gordon dysponował w grudniu dwoma batalionami ludzi pod Jamesem Moirem i Gordonem z Abbachy i starał się je powiększyć. Aby uniemożliwić dalszy zaciąg, John Campbell – angielski naczelny dowódca na Północy – wysłał 500 ludzi z klanu MacLeod aby pokonali lorda Gordona. Siły te wzmocnili członkowie klanów Munro i Grant (w sumie jeszcze ok. 700 ludzi).
W związku z tym, Gordon rozpoczął odwrót do Aberdeen, gdzie jego siły zostały znacznie wzmocnione. Do dwóch batalionów dołączyli ochotnicy z hrabstw Forfarshire i Kincardineshire, francuscy żołnierze, którzy właśnie wylądowali w Montrose jako posiłki dla powstańców, ok. 300 członków klanu Farquharson oraz dodatkowo otrzymano 5 dział z portu.

## Bitwa
Obawiający się jednak o swoje terytorium dowódca Grantów postanowił się wycofać z wszystkimi swoimi ludźmi (500), a dowódca klanu Munro zajął pozycje pod Oldmeldrum. Mimo to MacLeod ruszył dalej i zajął miasteczko Inverurie, 16 mil na północ od Aberdeen. Gordon, dowiedziawszy się o tym incydencie, zdecydował się wydać swojemu oponentowi bitwę.
23 grudnia siły Jakobitów opuściły Aberdeen i rozpoczęły marsz na Inverurie. Aby oszukać wroga, Gordon z głównymi siłami i artylerią przeszedł rzeczkę Don i ruszył przez miejscowość Fintray na jej lewym brzegu, natomiast Francuzi i ochotnicy poszli główną drogą na Inverurie.
Około godziny 16 Francuzi przekroczyli rzekę i zaatakowali MacLeoda od południowego zachodu. Jednocześnie Gordon przekroczył Uri płynącą w pobliżu Inverurie i rozpoczął natychmiastowy atak od wschodu. Wróg był tym manewrem kompletnie zaskoczony.
Z powodu przewagi liczebnej i taktycznej, MacLeod wycofał się do pobliskiego Eglin, a stamtąd zarządził odwrót pod osłoną nocy.

## Po bitwie
Większość ludzi MacLeoda wraz z nim samym zdołała się bezpiecznie wycofać, jednak wielu zginęło lub zostało rannych, a ok. 50 dostało się do niewoli. Wśród jeńców byli m.in.: syn przywódcy klanu Gordon z Artoch (przedstawiciele Gordonów walczyli po obydwu stronach), syn przywódcy klanu Forbes z Echt i John Chalmers – pryncypał i profesor królewskiego college’u w Aberdeen.